# Linum hudsonioides
Linum hudsonioides är en linväxtart som beskrevs av Jules Émile Planchon. Linum hudsonioides ingår i släktet linsläktet, och familjen linväxter. Inga underarter finns listade i Catalogue of Life.